# Stora Valla
Das Stora Valla ist ein Fußballstadion in der schwedischen Ortschaft Degerfors, Örebro län. Es ist die Heimspielstätte des Fußballclubs Degerfors IF.

## Geschichte
Die Kapazität des 1938 eröffneten Stadions liegt bei 12.500 Besuchern. Sie wurde Mitte der 2010er Jahre aufgrund von Sicherheitsanforderungen des Svenska Fotbollförbundet reduziert. Seitdem bietet es Platz für bis zu 7.500 Zuschauer, wobei 800 überdachte Sitzplätze vorhanden sind. Die Rekordzuschauerzahl wurde 1963 bei einem Spiel zwischen Degerfors IF und IFK Norrköping mit 21.065 Zuschauern aufgestellt.